# Russell A. Gausman
Russell A. Gausman (St. Louis, 4 de julho de 1892 — Los Angeles, 20 de maio de 1963) é um diretor de arte estadunidense. Venceu o Oscar de melhor direção de arte em duas ocasiões: por Phantom of the Opera e Spartacus.

## Filmografia parcial
- Destry Rides Again (1939)
- The Bank Dick (1940)
- The House of the Seven Gables (1940)
- The Flame of New Orleans (1941)
- Arabian Nights (1942)
- The Spoilers (1942)
- Shadow of a Doubt (1943)
- Phantom of the Opera (1943)
- The Climax (1944)
- The Woman in Green (1945)
- The Exile (1947)
- Brute Force (1947)
- Winchester '73 (1950)
- The Lawless Breed (1952)
- Meet Danny Wilson (1952)
- Bend of the River (1952)
- Has Anybody Seen My Gal? (1952)
- No Room for the Groom (1952)
- East of Sumatra (1953)
- Column South (1953)
- Law and Order (1953)
- Thunder Bay (1953)
- The Golden Blade (1953)
- Tanganyika (1954)
- Playgirl (1954)
- The Veils of Bagdad (1954)
- The Glenn Miller Story (1954)
- Foxfire (1955)
- Man without a Star (1955)
- The Far Country (1955)
- Smoke Signal (1955)
- The Spoilers (1955)
- Backlash (1956)
- Toy Tiger (1956)
- Showdown at Abilene (1956)
- A Day of Fury (1956)
- Man in the Shadow (1957)
- Night Passage (1957)
- Joe Dakota (1957)
- Away all Boats (1957)
- The Incredible Shrinking Man (1957)
- Day of the Bad Man (1958)
- A Stranger in my Arms (1959)
- Pillow Talk (1959)
- Spartacus (1960)